# Llista Marco Pannella
Llista Marco Pannella (Associació Política Nacional – Llista Marco Pannella) fou un partit polític fundat el 3 de febrer de 1992 pel cap radical Marco Pannella després de la transformació del Partit Radical en el Partit Radical Transnacional que no podia presentar el seu símbol a les eleccions polítiques. El seu programa es basava, com el de l'antic PR, en l'ús del referèndum abrogatiu, força criticat des del primer moment.
Es presentà a les eleccions legislatives italianes de 1992, però només obtingué 485.339 vots (1,2%) i sis diputats (Pannella, Emma Bonino, Marco Taradash, Elio Vito, Roberto Cicciomesse, Pio Rapaganà) Gianni Elsner abandonà el grup poc després. Alhora, entrà en crisi quan el Partit Federalista Europeu donà suport al candidatura presidencial d'Oscar Luigi Scalfaro, qualificat per Pannella com a ‘’Pertini catòlic’’. A les eleccions administratives de 1993 presentà candidats propis a Roma, on contribuí a l'elecció de Francesco Rutelli.
A les eleccions legislatives italianes de 1994 canvià el nom pel de Llista Pannella-Riformatori, donà suport al Pol de les Llibertats i va obtenir el 3,5% a la Cambra dels Diputats. Va obtenir sis escons dins les llistes del Pol (Bonino, Taradash, Lorenzo Strik Lievers, Giuseppe Calderisi, Paolo Vigevano, Elio Vito), mentre que Pannella, enfrontat en la seva circumscripció a Gianfranco Fini, no sortí escollit. Al Senat foren escollits Francesca Scopelliti i Enzo Tortora a Llombardia, així com Sergio Stanzani. A les europees de 1994 només dos eurodiputats, Pannella i Bonnino. Emma Bonino fou nomenada comissari europeu, i el descontentament de Pannella del centredreta provocà el trencament del partit, ja que Vito, Taradash, Calderisi i Scopelliti ingressaren a Forza Italia, reduint la llista Pannella a tres diputats.
A les eleccions regionals italianes de 1995 es presentà en solitari i va perdre molts vots. A les legislatives de 1996 es presentà com a Llista Pannella-Sgarbi (Vittorio Sgarbi, de FI, crític d'art), però només va obtenir un senador (Pietro Milio). El 3 de juliol de 1997 patí l'escissió del Moviment del Club Pannella-Reformadors.
A les eleccions europees de 1999 va assolir 7 eurodiputats (8,5%), màxim històric, gràcies al ganxo del nom d'Emma Bonino. Però a les legislatives de 2001 (2,24%) restà fora de la Cambra i del Senat. A les eleccions europees de 2004 va assolir només 2 escons.

## Resultats electorals
°com a Lista Antiproibizionista